# Компримовани ваздух
Компримовани или компресовани ваздух представља ваздух који се налази на притиску изнад атмосферског притиска. Често се описује као четврто погонско средство, иако није заступљен као струја, нафта и гас, представља фундаментални део модерног света.

## Употреба
Компримовани ваздух је важан медијум за пренос енергије у индустријским процесима, а користи се за погон електричних алата као што су ваздушни чекићи, бушилице, брусилице, пиштољи за фарбање. Такође се користи у процесима контроле и управљања ваздушним цилиндрима у процесима аутоматизације, а може се користити и за погон возила.
Подводни рониоци користе компримовани ваздух као гас за дисање. Ронилац гас може носити у боцама (резервоарима) компримованог ваздуха, а такође га може користити узимајући га уз помоћ црева изнад површине воде, под нижим притиском.
У Европи, 10 процената укупне индустријске потрошње електричне енергије користи се за производњу компримованог ваздуха – што износи 80 терават сати потрошње електричне енергије годишње.

## Историја
Употреба цевовода за транспорт компримованог ваздуха развијена је средином 19. века. За разлику од паре, компримовани ваздух се може транспортовати цевоводом, на велике удаљености, без губитака притиска услед процеса кондензације. Рана велика примена компримованог ваздуха била је током израде (бушења) тунела Монт Ценис у Италији и Француској 1861. године, где је постројење за производњу компримованог ваздуха на притиску д 600kPa, обезбеђивало снагу пнеуматским бушилицама, повећавајући продуктивност у огромној мери, у односу на претходне ручне методе бушења. Бушилице које се погоне на компримовани ваздух, примењиване су у рудницима САД 1870-их година. Џорџ Вестингхаус је изумео ваздушне кочнице за возове 1869. године, ове кочнице су знатно побољшале безбедност железничких операција.
Током 19. века, Париз је имао инсталисан цевоводни систем за комуналну дистрибуцију компримованог ваздуха за напајање машина и за рад генератора за осветљење. Изворни ваздушни компресори су покретани паром, а уколико је локација дозвољавала, компресори су могли бити напајани и уз помоћ силе падајуће воде.

## Производња
Када се говори о компримованом ваздуху у индустрији, може се рећи да фабрике поседују фиксну мрежу компримованог ваздуха, код које је карактеристична централна производња компримованог ваздуха употребом компресора. Болнице такође поседују мреже компримованог ваздуха, али код таквих установа се морају испоштовати посебни захтеви за чистоћом ваздуха (влажност, зауљеност, разне честице, итд.). Компримовани ваздух се такође може произвести посебно за једног или више потрошача чији рад се заснива на употреби компримованог ваздуха.
Постоје три фазе у производњи компримованог ваздуха:
1. Постизање унапред дефинисаног надпритиска ваздуха,
2. Чишћење ваздуха,
3. Складиштење ваздуха у резервоар компримованог ваздуха како би се изједначио притисак.

За постизање надпритиска ваздуха користе се посебни уређаји, компресори. Компресори могу бити клипни и вијчани. У зависности од модела компресора, они могу бити уљни и безуљни компресори. Велики индустријски компресори су физички одвојени од резервоара компримованог ваздуха, док се преносиви компресори монтирају на резевоаре и заједно чине целину коју корисници обично називају једим именом, компресор. Најчешће произведене запремине резервоара преносивих компресора су 25, 50 и 100 литара. Већина преносивих компресора који се користе у Европи се производе у Италији.
Чест је случај да се, непосредно испред места употребе компримованог ваздуха, врши филтрација компримованог ваздуха. Због филтрације долази до пада притиска испред потрошача. Ако се говори о алатима који за свој рад изискују коришћење компримованог ваздуха, онда се може рећи да су то притисци често испод 10 bar-а. 
За повезивање уређаја на цевовод компримованог ваздуха, често се користе брзи конектори који омогућавају спајање и одвајање алата чак иако је систем под притиском. 

## Припрема ваздуха
Делови за припрему ваздуха врше припрему ваздуха (кондиционирање), што укључује чишћење, подмазивање и регулацију притиска (филтер, мазива, регулатор притиска). Пре уласка у пнеуматске уређаје, компримовани ваздух се мора припремити, тј. мора се извршити: пречишћавање ваздуха, подмазивање ваздуха и регулација ваздушног притиска. 
Јединица за припрему ваздуха се састоји од филтера, регулатора притиска и мазива (зауљивача). Ова три елемента се често испоручују као један пнеуматски део који се назива припремна група.

### Филтер ваздуха
Када се ваздух, који се налази на атмосферском притиску сабије, он тада садржи много више водене паре од оне вредности коју ваздух под високим притиском може да задржи. Релативна влажност је регулисана особинама воде и на њу не утиче ваздушни притисак. Смањењем температуре ваздуха (хлађењем), вода која се налази у компримованом ваздуху започиње процес кондензације, то јест мења своје агрегатно стање (из гасовитог у течно). 
Пре уласка ваздуха у пнеуматске уређаје потребно је из компримованог ваздуха елиминисати нечистоће (воду у течном или гасовитом агрегатном стању, компресорско уље, прашину, производе корозије). 
Компресорско уље је изложено релативно високим температурама у компресору када он врши процес компримовања ваздуха, па самим тим није погодно за подмазивање пнеуматских уређаја.
Филтер ваздуха је уређај који служи за отклањање воде, компресорског уља, и осталих нечистоћа из компримованог ваздуха.

### Регулатор притиска ваздуха
Регулатор притиска обезбеђује стабилан жељени (подешени) радни притисак компримованог ваздуха. Са једне стране, неутралише осцилације притиска услед променљиве потрошње ваздуха (поремећај на излазној страни регулатора). С друге стране, у њему се притисак из главног вода (обично 8 - 10 bar-a) смањује на потребну вредност радног притиска (обично 5 - 6 bar-a).

### Зауљивач ваздуха
Како би се обезбедило подмазивање уређаја који за свој прогон користе компримовани ваздух, потребно је непосредно испред прикључка уређаја поставити зауљивач ваздуха. Зауљивач има улогу да распрши уље у фину маглу у струји ваздуха. За убризгавање уља користи се принцип ејектора. Потребна је посебна конструкција да би се постигла фина магла (мала кап).